# Cosmosoma auranticincta
Cosmosoma auranticincta är en fjärilsart som beskrevs av Max Wilhelm Karl Draudt 1917. Cosmosoma auranticincta ingår i släktet Cosmosoma och familjen björnspinnare. Inga underarter finns listade i Catalogue of Life.